# إسحاق لويس
إسحاق لويس (بالإنجليزية: Isaac Lewis)‏ هو شخصية أعمال جنوب أفريقي، ولد في 1849، وتوفي في 1925.